# Epidendrum agathosmicum
Epidendrum agathosmicum är en orkidéart som beskrevs av Heinrich Gustav Reichenbach. Epidendrum agathosmicum ingår i släktet Epidendrum och familjen orkidéer. Inga underarter finns listade i Catalogue of Life.